# 앨런 와일더 (배우)
앨런 와일더(Alan Wilder, 1953년 9월 24일 ~ )는 미국의 배우이다. 

## 영화
- 진실 혹은 대담 (1991년) - uncredited, 본인 역
- 어 웨딩
- 폴터가이스트 3
- 배신의 계절 (영화)
- 사탄의 인형
- 나 홀로 집에 (영화)
- 그들만의 리그
- 매드 어바웃 유
- 파티 오브 파이브
- 시빌 (시트콤)
- 머피 브라운
- 프레이저 (시트콤)
- 키스 더 걸
- 더 프랙티스
- 시빌 액션
- 참드
- 탐정 몽크
- 프리즌 브레이크
- ER (드라마)
- 퍼블릭 에너미 (2009년 영화)